# Grannen-Meier
Der Grannen-Meier (Asperula aristata) ist eine Pflanzenart aus der Gattung Meier (Asperula) innerhalb der Familie der Rötegewächse (Rubiaceae). Ihre hauptsächliche Verbreitung liegt in Südeuropa und reicht nordwärts bis nach Österreich und der Schweiz.

## Beschreibung
Der Grannen-Meier wächst als ausdauernde, krautige Pflanze, die am Grund etwas verholzen kann und Wuchshöhen von 10 bis 60 Zentimeter erreicht.
Die nicht blühenden Pflanzen sind grau oder graugrün gefärbt. Die mehr oder weniger aufrechten, aufsteigenden oder niederliegend-aufsteigenden Stängel sind im unteren Bereich oft kurz behaart und verkahlen gewöhnlicherweise gegen die oberen Regionen zu. Die Laubblätter stehen oft zu viert in Wirteln. Die einfache Blattspreite ist bei einer Länge von meist 15 bis 25 (10 bis 40) Millimeter und einer Breite von nur 0,5 bis 2 Millimeter lanzettlich bis linealisch. Die Blattspreite ist im Spreitenquerschnitt nicht, schwach oder nur teilweise nach unten umgerollt und besitzt eine Mittelrippe sowie eine üblicherweise 0,1 bis 0,2 Millimeter lange, hyaline Blattspitze.
Die verzweigten Blütenstände mit zahlreichen je nach Unterart pyramiden-, schirmförmigen, kopfigen oder mehr oder weniger ährigen Teilblütenständen stehen wie die schwach lanzettlichen bis breit lanzettlich-eiförmigen Tragblätter frei. Die Blüten sind entweder sitzend oder auf bis zu 1,5 Millimeter langen Blütenstielen angeordnet. Die zwittrige Blüte ist vierzählig. Die stielteller- bis zu etwas trichterförmige Blütenkrone besitzt eine gegenüber den nicht oder deutlich mit Anhängseln versehenen Kronzipfeln meist zwei- bis drei- (1,75- bis 4-)fach längere Kronröhre. Die vier Kronblätter sind je nach Unterart in grünlich-violetten, violetten oder gelblichen bis zu rosafarbenen und rötlichen Farbtönen gefärbt.
Die Teilfrüchte sind warzig und selten behaart.
Die Chromosomenzahl beträgt 2n = 20 oder 40.

## Vorkommen
Der Grannen-Meier kommt vor allem im südeuropäischen, mediterranen Raum auf der Iberischen Halbinsel, den Balearen, in Frankreich, Italien und der Balkanhalbinsel vor. Im Norden reicht das Verbreitungsgebiet bis Südtirol, zur Schweiz und zum südöstlichen Österreich. Die österreichischen Vorkommen sind selten und werden mit der Varietät Asperula aristata subsp. oreophila aus dem Bundesland Kärnten gemeldet.
Der Grannen-Meier kommt in Trocken- und Steppenrasen auf warmen, trockenen, basenreichen Stein- oder Kiesböden vor und ist eine Charakterart der Klasse Festuco-Brometea.

## Systematik
Die Erstveröffentlichung von Asperula aristata erfolgte 1782 durch Carl von Linné dem Jüngeren in Supplementum Plantarum Systematis Vegetabilium Editionis Decimae Tertiae, Generum Plantarum Editiones Sextae, et Specierum Plantarum Editionis Secundae. Editum a Carolo a Linné. Brunsvigae [Braunschweig] Vol. 120. Als Synonyme für Asperula aristata L.f. werden unter Anderen Asperula peristeriensis Halácsy und Asperula majoriflora Borbás angegeben.
Asperula aristata gehört zur Sektion Cynanchicae DC. innerhalb der Gattung Asperula.
Diese polymorphe Art wird vorerst in fünf Unterarten aufgegliedert, deren Bestätigung in der Systematik jedoch noch genauerer Studien bedarf:
- Asperula aristata L.f. subsp. aristata als nominotypisches Taxon
- Asperula aristata subsp. condensata (Heldr.) Ehrend. & Krendl: Mit violettlichen Kronblättern in westlichen und zentralen Gebieten der Balkanhalbinsel
- Asperula aristata subsp. nestia (Rech.f.) Ehrend. & Krendl: Mit gelblich roten Kronblättern in Nordgriechenland und Südbulgarien
- Asperula aristata subsp. oreophila (Briqu.) Hayek: Mit rosafarbenen Kronblättern in den Südalpen, dem Apennin und den Pyrenäen.[5] Nach R. Govaerts ist sie ein Synonym von Asperula aristata subsp. scabra.[6]
- Asperula aristata subsp. scabra (J.Presl & C.Presl) Nyman: Mit grünlich-violetten, hell violettlichen oder gelblichen Kronblättern in Südeuropa und nordwärts bis Südfrankreich und dem Nordwesten der Balkanhalbinsel[7][8]
- Asperula aristata subsp. thessala (Boiss. & Heldr.) Hayek: Mit rötlichen Kronblättern in den Bergen Griechenlands.